# Gliese 747
Gliese 747 is een tweevoudige ster met een spectraalklasse van M3.V en M.V. De ster bevindt zich 27,13 lichtjaar van de zon.